# تاکاشی ماتسویاما
تاکاشی ماتسویاما (انگلیسی: Takashi Matsuyama؛ زادهٔ ۲ آوریل ۱۹۶۰) بازیگر، صداپیشگی اهل ژاپن است.
از فیلم‌ها یا برنامه‌های تلویزیونی که وی در آن نقش داشته‌است می‌توان به کینه، جو-آن: نفرین ۲، جو-آن: کینه، کینه ۲، و جو-آن: نفرین اشاره کرد.